# EA Montreal
EA Montreal ist ein kanadischer Entwickler von Computer- und Videospielen und eine Tochterfirma von Electronic Arts (EA). Der Sitz befindet sich in Montréal, Québec in Kanada.

## Geschichte
Das Entwicklerstudio wurde am 17. März 2004 von Alain Tascan gegründet. Im Jahr 2007 wurden die Entwicklerstudios von EA in vier Brands aufgeteilt. EA Montreal wurde dabei Teil von EA Games. 2009 wurde eine Zweigstelle des EA-Entwicklerstudios BioWare innerhalb der Einrichtungen von EA Montreal eingerichtet, das unter der Leitung des BioWare-Hauptstudios in Edmonton steht. BioWare Montreal zeichnete unter anderem verantwortlich für den Mehrspieler-Modus von Mass Effect 3 und übernahm schließlich die Weiterentwicklung der Reihe vom Hauptstudio Edmonton. Auch das Entwicklerstudio Visceral Games (Dead Space) betreibt eine Zweigstelle auf dem Campus von EA Montreal. Weiterhin betrieb der Mutterkonzern hier eine Zweigstelle von EA Mobile. 2013 war das EA Montreal von einer großen Entlassungswelle innerhalb des EA-Konzerns betroffen.

## Spiele und Spieleserien
| Jahr | Titel                           | Plattform               |
| ---- | ------------------------------- | ----------------------- |
| 2005 | SSX on Tour                     | PSP                     |
| 2006 | NHL 07                          | PS2, Xbox, Windows, PSP |
| 2007 | SSX Blur                        | Wii                     |
| 2007 | Boogie                          | Wii, PS2, Nintendo DS   |
| 2008 | Army of Two                     | Xbox 360, PS3           |
| 2008 | Boogie Superstar                | Wii                     |
| 2008 | Skate It                        | Wii                     |
| 2009 | Spore Hero (mit Maxis)          | Wii                     |
| 2009 | Need for Speed: Nitro           | Wii                     |
| 2010 | Army of Two: The 40th Day       | Xbox 360, PS 3, PSP     |
| 2010 | Die Sims 3: Luxus-Accessoires   | PC                      |
| 2013 | Army of Two: The Devil's Cartel | Xbox 360, PS3           |